# Stichopathes
Genre
Statut CITES
Stichopathes est un genre de coraux noirs de la famille des Antipathidae.

## Description
Ce sont de longs coraux composés le plus souvent d'une seule branche plus ou moins entortillée ; ils sont parfois appelés « virgulaires ».
L'exosquelette de ces espèces est d'aspect sombre. Le squelette est aussi recouvert par de fines petites épines. Les polypes ont six tentacules.
Ce genre se distingue de son proche parent Cirrhipathes par le fait que les polypes sont disposés sur une seule rangée, alors qu'on en trouve tout autour de la branche chez Cirrhipathes. 

## Liste des espèces
Selon World Register of Marine Species (19 novembre 2024) :
- Stichopathes abyssicola Roule, 1902
- Stichopathes aggregata van Pesch, 1914
- Stichopathes alcocki Cooper, 1909
- Stichopathes bispinosa Summers, 1910
- Stichopathes bournei Cooper, 1909
- Stichopathes ceylonensis Thomson & Simpson, 1905
- Stichopathes contorta Thomson & Simpson, 1905
- Stichopathes dissimilis Roule, 1902
- Stichopathes echinulata Brook, 1889
- Stichopathes eustropha Pax, 1931
- Stichopathes filiformis Gray, 1868
- Stichopathes flagellum Roule, 1902
- Stichopathes gracilis Gray, 1857
- Stichopathes gravieri Molodtsova, 2006
- Stichopathes indica Schultze, 1903
- Stichopathes longispina Cooper, 1909
- Stichopathes lutkeni Brook, 1889
- Stichopathes maldivensis Cooper, 1903
- Stichopathes occidentalis Brook, 1889
- Stichopathes papillosa Thomson & Simpson, 1905
- Stichopathes pourtalesi Brook, 1889
- Stichopathes regularis Cooper, 1909
- Stichopathes richardi Roule, 1902
- Stichopathes saccula van Pesch, 1914
- Stichopathes semiglabra van Pesch, 1914
- Stichopathes setacea Gray, 1860
- Stichopathes seychellensis Cooper, 1909
- Stichopathes solorensis van Pesch, 1914
- Stichopathes spinosa Silberfeld, 1909
- Stichopathes variabilis van Pesch, 1914

## Systématique
Le nom valide complet (avec auteur) de ce taxon est Stichopathes Brook (d), 1889.
Stichopathes a pour synonymes :
- Antipathes (Stichopathes) Brook, 1889
- Cirripathes (Stichopathes) Brook, 1889

### Publication originale
(en) George Brook, « Report on the Antipatharia collected by H.M.S. Challenger during the years 1873-76 », Report on the Scientific Results of the Voyage of H.M.S. Challenger during the years 1873–76. Zoology, vol. 32, no 80,‎ 1889, p. 1-222 (lire en ligne, consulté le 3 mars 2019). 